# لغز الصحن الطائر
لغز الصحن الطائر هو المجلد الثامن والخمسون من سلسلة قصص نانسي درو الغامضة . كُتبت عام 1980 تحت اسم مستعار هو كارولين كين، نشرتها دار سايمون و شوستر تحت اسم واندرر. أُعيد إصدار الرواية لاحقًا في كل من مجموعتي واندرر ومينستريل مع تغيّر تصميم الغلاف في كل طبعة. في عام 2005، أعادت دار جروسيت و دنلاب طباعتها بغلاف مقوى أصفر بتصميم المصباح اللامع. صممت روث ساندرسون غلاف الطبعة الأصلية وستة رسوم توضيحية داخلية. أُزيلت هذه الرسوم التوضيحية في الطبعتين اللاحقتين.

## الملخص القصة
تزور نانسي دودو أصدقاؤها غابة شونيغانك بحثًا عن صحن طائر غامض يُثير قلق السكان المحليين. وبينما يعملون على حل هذا اللغز، يطلب منهم عالم طبيعة يعيش في المنطقة مساعدته في البحث عن كنز تركه له والده الراحل. كما يتعين عليهم حل لغز رجل من السكان الأصليين يظهر ويختفي في ظروف غامضة.